# Livraria da Vila
A Livraria da Vila foi fundada em abril de 1985 no bairro da Vila Madalena, em São Paulo, pelo casal Aldo Bocchini e Miriam Gouvea.
Em 2003, foi comprada pelo ex-jornalista e empresário Samuel Seibel.
Atualmente possui 8 lojas na cidade de São Paulo, sendo as do Shopping Cidade Jardim, Shopping JK Iguatemi, Shopping Pátio Higienópolis, Shopping Pamplona, Shopping Jardim Sul e as lojas de rua localizadas na Alameda Lorena, na Avenida Moema, e a matriz que fica localizada na Rua Fradique Coutinho. Fora da cidade de São Paulo, a Livraria possui uma loja no Shopping Maia, em Guarulhos, e mais três lojas no Paraná, uma no Shopping Pátio Batel, em Curitiba, uma no Shopping Londrina, e outra no Aeroporto de Londrina.